# كريستال كيث
كريستال كيث (بالإنجليزية: Krystal Keith)‏ هي مغنية وكاتبة غنائية أمريكية، ولدت في 30 سبتمبر 1985 في نورمان في الولايات المتحدة.